# سوخو-۱۱
سوخو-۱۱ (روسی: Сухой Су-11) (نام اختصاص داده شده ناتو: Fishpot-C)یک جنگنده رهگیر ساختِ کارخانهٔ سوخو در کشور اتحاد جماهیر سوسیالیستی شوروی است که در سال ۱۹۶۲ ساخته شد. نخستین استفاده‌کنندهٔ این هواپیما نیروی هوایی شوروی بوده است. این هواگرد برای نخستین بار در ۲۵ دسامبر ۱۹۵۸ میلادی مورد استفاده قرار گرفت.